# Hrastovec
Hrastovec (pronuncia  [ˈxɾaːstɔʋəts]) è un insediamento (naselje) di 289 abitanti, della municipalità di Velenje nella regione statistica della Savinjska in Slovenia.
L'area faceva tradizionalmente parte della regione storica della Stiria, ora invece è inglobata nella regione della Savinjska.
Nella zona sul del paese c'è il Castello di Turn (in sloveno Grad Turn) risalente al XIII secolo, è stato costruito diverse volte nel corso dei secoli, l'ultima modifica risale al XVII secolo.

## Origini del nome
Il nome dell'insediamento è stato cambiato da Sveti Bric a Hrastovec nel 1955.